# Киноконцерт 1941 года
«Киноконцерт 1941 г.» — советский чёрно-белый фильм-концерт, поставленный на Киностудии «Ленфильм» в 1941 году режиссёрами Исааком Менакером, Адольфом Минкиным, Гербертом Раппапортом, Семёном Тимошенко, Михаилом Цехановским и Михаилом Шапиро.
Премьера фильма в СССР состоялась 16 июня 1941 года.

## Сюжет
Фильм представляет собой концертную программу из отдельных музыкальных номеров. В нём представлены такие всемирно известные мастера советского театра, как М. Д. Михайлов (в его исполнении произвучит «Шотландская застольная песня»), Галина Уланова в балетном номере «Умирающий лебедь», Вахтанг Чабукиани предстанет в сцене из балета «Тарас Бульба», а Сергей Лемешев исполнит балладу и песенку Герцога из оперы «Риголетто». Зритель увидит и услышит в концерте и великолепную Лидию Русланову. На этот раз она споёт песню «И кто его знает».

## Участвуют
- [Музыкальное сопровождение]. В исполнении засл. коллектива Республики оркестра Ленинградской ордена Трудового Красного Знамени Государственной филармонии 
 под управлением Засл. арт. РСФСР Евгения Мравинского
- Вальс цветов 
 из балета «Щелкунчик» П. И. Чайковского
- Л. Бетховен Шотландская застольная песня 
 Исполняет Нар. арт. СССР Максим Михайлов
- И. Альбенис Наварра 
 Исполняют лауреаты всесоюзных и международных конкурсов 
 Эмиль Гилельс 
 Яков Флиер (фортепианный дуэт)
- К. Сен-Санс Умирающий лебедь
Исполняет Нар. арт. Респ. Галина Уланова
- Исполнительница русских песен
Лидия Русланова
Поёт песню И кто его знает
- Железнодорожный джаз Ц. Д. К. Ж.
Художественный руководитель и дирижёр Дмитрий Покрасс
Музыкальный руководитель Даниил Покрасс
При участии лауреатов всесоюзного конкурса эстрады Михаила Харитонова и Николая Тиберга
- Засл. арт. РСФСР Сергей Лемешев
исполняет балладу и песенку Герцога из оперы «Риголетто» Дж. Верди
Цыганский танец исполняет Татьяна Оппенгейм
- Тарас Бульба
Сцена из балета в постановке Ленинградского государственного ордена Ленина академического театра оперы и балета им. С. М. Кирова
Музыка — Василия Соловьёва-Седого
Постановка Засл. балетмейстера Фёдора Лопухова, (режиссёра) И. К. Ковтунова
- Солисты:
Тарас Бульба Засл. арт. РСФСР Михаил Дудко
Остап Засл. арт. РСФСР Сергей Корень
АндрийЗасл. деят. искусств Вахтанг Чабукиани
- Павел Кадочников — моряк в номере Максима Михайлова (в титрах не указан)
- Нина Латонина — девушка в номере Лидии Руслановой (в титрах не указана)

## Съёмочная группа
- Режиссёры:
Исаак Менакер
Адольф Минкин
Герберт Раппапорт
Семён Тимошенко
Михаил Цехановский
Михаил Шапиро
- Операторы — Засл. арт. БССР — Аркадий Кальцатый, Вениамин Левитин
- Художники — Семён Мандель, Павел Бетаки
- Звукооператоры — Лев Вальтер, Иван Дмитриев, Юрий Курзнер
- Директор картины — Н. Шапиро
- Ассистенты:
режиссёра — Иосиф Гиндин, Максим Руф
оператора — Н. Шифрин, А. Зазулин
художника — Шелли Быховская, Тамара Левицкая
по монтажу — Евгения Маханькова, Валентина Миронова, Н. Разумова, А. Рузанова
- Музыкальное оформление — Дмитрий Астраданцев, Б. Тылес
- Комбинированные съёмки — Георгий Шуркин (оператор), Эдгар Штырцкобер (оператор), Марина Бологовская (художник), Михаил Кроткин (художник)